# Niklas Eg
Niklas Eg (Kibæk, 6 de enero de 1995) es un ciclista danés que fue profesional entre 2016 y 2023, año en el que se retiró por problemas en el corazón.

## Palmarés
No consiguió ninguna victoria como profesional.

## Resultados en Grandes Vueltas y Campeonatos del Mundo
| Carrera         | Carrera         | 2016 | 2017 | 2018 | 2019 | 2020 | 2021 | 2022 | 2023 |
| --------------- | --------------- | ---- | ---- | ---- | ---- | ---- | ---- | ---- | ---- |
|                 | Giro de Italia  | —    | —    | 93.º | —    | —    | —    | —    | —    |
|                 | Tour de Francia | —    | —    | —    | —    | 51.º | —    | —    | —    |
|                 | Vuelta a España | —    | —    | —    | 37.º | 59.º | —    | —    | —    |
| Mundial en Ruta | Mundial en Ruta | —    | —    | Ab.  | —    | Ab.  | —    | —    | —    |

—: no participa

Ab.: abandono